# Dennis Rinsler
Dennis Rinsler é um roteirista e produtor estadunidense. Ficou conhecido por trabalhar em Full House, Even Stevens e That's So Raven.